# Prumnopitys ladei
Prumnopitys ladei är en barrträdart som först beskrevs av Frederick Manson Bailey, och fick sitt nu gällande namn av De Laub. Prumnopitys ladei ingår i släktet Prumnopitys och familjen Podocarpaceae. Inga underarter finns listade i Catalogue of Life.